# Enrique Andrés Ruiz
Enrique Andrés Ruiz (Soria, 5 de agosto de 1961) es un poeta, escritor y ensayista español, crítico de arte y comisario de exposiciones. Estudió Derecho en la Universidad Autónoma de Madrid. Ha ejercido profesionalmente como funcionario de la Administración del Estado, primero en la Biblioteca Nacional y, luego, en el ministerio de Cultura.

## Trayectoria
Algunos críticos como José Luis García o Juan Manuel Bonet lo han considerado entre los mejores poetas que comenzaron a publicar su obra entre los dos siglos. En sus primeros libros (Más Valer, 1994; El Reino, 1997) predominaba un tono romántico y mitográfico vinculado a ciertas vivencias y a ciertos paisajes convertidos en esenciales. Posteriormente esta perspectiva se ha ido desvaneciendo en favor de mayor naturalidad y realismo, aunque el deseo de trascender la realidad sigue muy presente. Sus últimos libros de poesía han sido Los verdaderos domingos de la vida y Ríos de Babilonia, publicados como los anteriores en Editorial Pre-Textos. La crítica ha observado en ellos la condición de un poeta reflexivo, que asiste a los cambios de su propia conciencia con una variedad de tonos y voces. 
Estudió y publicó la Poesía completa del surrealista Julio Garcés y se ha ocupado de otros autores como T.S. Eliot, Juan-Eduardo Cirlot, José Jiménez Lozano, Ramón Gaya, Lidia Jorge  o José Antonio Muñoz Rojas. Es autor de Las dos hermanas. Antología de la poesía española e hispanoamericana del siglo XX sobre pintura, donde reflexionó sobre un asunto que ha tratado con asiduidad, como son las relaciones entre la poesía y las artes plásticas. Asimismo se ocupó de la antología poética de Julio Martínez Mesanza titulada Soy en Mayo. Ha editado obras de José de Almada Negreiros, Luys Santa Marina y José Gutiérrez Solana.
Como narrador, ha publicado dos novelas, Los montes antiguos y Las señoritas (Editorial Periférica). La primera recrea la vida, entre rústica y urbana, de un pequeño territorio español estrechamente vinculado a la naturaleza. La segunda, las vivencias íntimas de varias mujeres en una ciudad de provincias y en los tiempos de salida de la posguerra. En ambas la sensorialidad del lenguaje y la reconstrucción de mundos perdidos cobran más importancia que los argumentos. La memoria y la imaginación persiguen una especie de justicia ante la desaparición de los seres y las cosas, y el deseo de los personajes quisiera transfigurar sus vidas comunes haciendo frente a las condiciones impuestas por la naturaleza y por la historia.
Entre sus ensayos, todos ellos muy críticos con las convenciones de la cultura establecida, se cuentan Vida de la pintura, Santa Lucía y los bueyes, La tristeza del mundo, y La carroña. Ensayo sobre lo que se pierde. Este último fue finalista del Premio de la Crítica de Castilla y León en 2018.
Colabora como crítico en Babelia, el suplemento cultural del diario El País, y en otras publicaciones. Ha escrito numerosos artículos, catálogos y estudios sobre arte y artistas contemporáneos, y comisariado muchas exposiciones. En 2001 se ocupó de la retrospectiva de Ramón Gaya y en 2004 de la de Juan Manuel Díaz-Caneja, ambas celebradas en el Museo Nacional Reina Sofía de Madrid.

## Obra

### Poesía
- La línea española (Fundación Colegio del Rey, Alcalá de Henares, Madrid, 1991).
- Más valer (Pre-Textos, Valencia, 1994).
- El Reino (Pre-Textos, Valencia, 1997).
- Cantar de los azules (La Ortiga, Santander, 1997).
- Estrella de la tarde (Fundación Mainel, Valencia, 2001).
- Con los vencejos (Pre-textos, Valencia, 2004).
- El perro de las huertas (Pre-textos, Valencia, 2013).
- Los verdaderos domingos de la vida (Pre-textos, Valencia, 2017).
- Ríos de Babilonia (Pre-Textos, Valencia, 2021)

### Novela
- Los montes antiguos (Editorial Periférica, 2021)
- Las señoritas (Editorial Periférica, 2024)

### Ensayo
- La visión memorable (Renacimiento, Sevilla, 1995)

- Vida de la pintura (Pre-Textos, Valencia, 2001)

- Santa Lucía y los bueyes (Pre-Textos, Valencia, 2008)

- Conversación de un día con Elena Goñi (Gobierno de Navarra, Pamplona, 2008)

- La tristeza del mundo. Ediciones Encuentro (Ediciones Encuentro, Madrid, 2010)

- Los hombres difíciles. Escritos sobre el pintor Ramón Gaya y otros de su órbita (Museo Ramón Gaya, Murcia, 2013)

- La carroña, ensayo sobre lo que se pierde (Pre-Textos, Valencia, 2017)

#### Ediciones y estudios
- Poesía completa, Julio Garcés (Anthropos, Barcelona, 1992)

- Soy en mayo, Julio Martínez Mesanza, Antología 1982-2006 (Renacimiento, Sevilla, 2007)

- Las dos hermanas. Antología de la poesía española e hispanoamericana del siglo XX sobre pintura (Fondo de Cultura Económica, Madrid, 2011)
- Dibujos animados, realidad imaginada, José de Almada Negreiros (La Umbría y la Solana, 2017)
- Karla y otras sombras, Luys Santa Marina (La Umbría y la Solana, 2017)
- Madrid, escenas y costumbres, José Gutiérrez Solana (Renacimiento, 2018)

#### Exposiciones
• José María Herrero (Junta de Castilla y León, 1997)
• José Bellosillo, Pintura 1988-1998 (Junta de Castilla y León, 1999)
• Canción de las figuras, antología de la pintura figurativa española entre dos siglos (Real Academia de Bellas Artes de San Fernando, Madrid, e Instituto Cervantes en Roma, Ciudad de Panamá, Manchester, Toulouse y Burdeos, 1999-2001)
• Alejandro Corujeira. La tarea del paisaje (Museo Nacional Reina Sofía, Madrid, 2002)
• Cristino de Vera en la casa del tiempo (Museo Arqueológico Nacional, Madrid, 2002)
• Ramón Gaya. Premio Velázquez (Museo Nacional Reina Sofía, 2003)
• Miguel Galano. El norte, 1990-2003 (Museo de Teruel, Teruel, 2003)
• Juan Manuel Díaz-Caneja (Museo Nacional Reina Sofía, 2004)
• Los tiempos fabulados. Arqueología y vanguardia en el arte español, 1900-2000 (Museo Arqueológico Regional, Alcalá de Henares, Madrid, 2007)
• La pintura en los tiempos del arte (Baluarte de Pamplona, Gobierno de Navarra, 2008
• Encarnaciones. Temas religiosos en la pintura contemporánea española: Cristino de Vera, Isabel Baquedano, Juan Carlos Savater, Xesús Vázquez, Pelayo Ortega, Elena Goñi (O Lumen. Espacio para las artes y la palabra. Madrid, 2020)
• La huella de Jesús de la Sota. Amparo, Marta y Pablo. Un homenaje en su centenario (Galería José de la Mano, Madrid, 2024-2025)